# Delia prostriata
Delia prostriata är en tvåvingeart som först beskrevs av Huckett 1965.  Delia prostriata ingår i släktet Delia och familjen blomsterflugor.
Artens utbredningsområde är Alaska. Inga underarter finns listade i Catalogue of Life.